# Baron Scrope of Masham

Wappen der Barone Scrope of Masham

Baron Scrope of Masham war ein erblicher britischer Adelstitel in der Peerage of England. 
Der Titel wurde am 25. November 1350 als barony by writ für Sir Henry le Scrope geschaffen. Dem 3. Baron wurde der Titel 1415 wegen Hochverrats aberkannt, nachdem er sich am Southampton Plot beteiligt hatte. 1426 wurde der Titel für seinen jüngeren Bruder wiederhergestellt. Beim kinderlosen Tod des 10. Barons 1517 fiel der Titel in Abeyance zwischen seinen drei Schwestern bzw. deren Nachkommen und ruht seither.

## Liste der Barone Scrope of Masham (1350)
- Henry Scrope, 1. Baron Scrope of Masham (1312–1391)
- Stephen Scrope, 2. Baron Scrope of Masham (um 1345–1406)
- Henry Scrope, 3. Baron Scrope of Masham (um 1373–1415) (Titel verwirkt 1415)
- John Scrope, 4. Baron Scrope of Masham († 1455) (Titel wiederhergestellt 1426)
- Thomas Scrope, 5. Baron Scrope of Masham (um 1428–1475)
- Thomas Scrope, 6. Baron Scrope of Masham (um 1459–1493)
- Alice Scrope, 7. Baroness Scrope of Masham († 1502)
- Henry Scrope, 8. Baron Scrope of Masham († um 1512)
- Ralph Scrope, 9. Baron Scrope of Masham († 1515)
- Geoffrey Scrope, 10. Baron Scrope of Masham († 1517) (Titel abeyant 1517)